# Canton de Martigues
Le canton de Martigues est une circonscription électorale française du département des Bouches-du-Rhône.
À la suite du redécoupage cantonal de 2014, le canton est rétabli.

## Histoire
Le canton a été créé en 1801.
À la suite du redécoupage de 1991, le canton est scindé en deux cantons, ceux de Martigues-Est et de Martigues-Ouest.
Un nouveau découpage territorial des Bouches-du-Rhône entre en vigueur à l'occasion des élections départementales de mars 2015, défini par le décret du 27 février 2014, en application des lois du 17 mai 2013 (loi organique 2013-402 et loi 2013-403). Les conseillers départementaux sont, à compter de ces élections, élus au scrutin majoritaire binominal mixte. Les électeurs de chaque canton élisent au Conseil départemental, nouvelle appellation du Conseil général, deux membres de sexe différent, qui se présentent en binôme de candidats. Les conseillers départementaux sont élus pour 6 ans au scrutin binominal majoritaire à deux tours, l'accès au second tour nécessitant 12,5 % des inscrits au 1er tour. En outre la totalité des conseillers départementaux est renouvelée. Ce nouveau mode de scrutin nécessite un redécoupage des cantons dont le nombre est divisé par deux avec arrondi à l'unité impaire supérieure si ce nombre n'est pas entier impair, assorti de conditions de seuils minimaux. Dans les Bouches-du-Rhône, le nombre de cantons passe ainsi de 57 à 29.
La composition du nouveau canton de Martigues est identique à celle du canton avant le décret du 27 février 1991. Il est formé de la commune de Martigues (fusion des fractions communales comprises dans les anciens cantons de Martigues-Est et de Martigues-Ouest) et de Port-de-Bouc (comprise dans l'ancien canton de Martigues-Ouest). Le canton est entièrement inclus dans l'arrondissement d'Istres. Le bureau centralisateur est situé à Martigues.

## Représentation

### Conseillers généraux de 1833 à 1991
| Période                                  | Période           | Identité                                        | Étiquette     | Qualité |
| ---------------------------------------- | ----------------- | ----------------------------------------------- | ------------- | --- |
| 1833                                     | 1842              | Jean Joseph Louis Blay                          |               | Ancien capitaine de marine Propriétaire à Martigues                                                                             |
| 1842                                     | 1861              | Pierre Boze fils                                |               | Propriétaire, ancien négociant à l'Île-Maurice maire de Martigues (1837-1840, 1847-1848, 1849-1860)                             |
| 1861                                     | 1867              | Marquis Gaston de Galliffet Prince de Martigues |               | Officier d'ordonnance de l'Empereur Napoléon III                                                                                |
| 1867                                     | 1875 (annulation) | Jean-Jules Blondel                              | Bonapartiste  | Directeur du Plan d'Arène, salines de Martigues, maire de Martigues (1864-1870), conseiller d'arrondissement                    |
| 1875                                     | 1877              | Félix Pascal                                    | Gauche        | Ancien chef de bureau des douanes Maire de Martigues (1870-1874, 1876-1877 et 1877-1878)                                        |
| 1877                                     | 1895              | Philippe Jourde                                 | Républicain   | Patron de presse, rédacteur du journal Le Siècle                                                                                |
| 1895                                     | 1898 (démission)  | Jules Charles-Roux                              | Républicain   | Industriel à Marseille Député (1889-1898) Conseiller municipal de Marseille                                                     |
| 1898                                     | 1910 (décès)      | Erasme Jean-Baptiste Guichet                    | Socialiste    | Instituteur public puis Directeur de l'asile d'aliénés de Martigues                                                             |
| 1910                                     | 1919              | Toussaint Merlat                                | Rad.          | Quincailler Maire de Martigues (1901-1919)                                                                                      |
| 1919                                     | 1937              | Léon Richaud                                    | SFIO puis PRS | Créateur du Port Aérien de Marignane Ancien administrateur de l'Indochine Propriétaire à Martigues                              |
| 1937                                     | 1940              | Siméon Gouin                                    | SFIO          | Maire de Sausset-les-Pins (1935-1943)                                                                                           |
|                                          |                   |                                                 |               | |
| 1943                                     | 1945              | Jules Crétinon                                  |               | Administrateur de la succursale de la Caisse d'Épargne Maire de Port-de-Bouc (1941-1944) Nommé conseiller départemental en 1943 |
|                                          |                   |                                                 |               | |
| 1945                                     | 1951              | Clément Mille                                   | PCF           | Docker |
| 1951                                     | 1970              | Armand Audibert                                 | SFIO          | Entrepreneur Maire de Châteauneuf-les-Martigues (1939-1970)                                                                     |
| 1970                                     | 1988 (démission)  | Paul Lombard                                    | PCF           | Employé de bureau Suppléant du député René Rieubon (1962-1973) Député (1988-1993) Maire de Martigues (1969-2009)                |
| 1988                                     | 1991              | Michel Vaxès                                    | PCF           | Conseiller d'orientation-psychologue Maire de Port-de-Bouc Suppléant du député Paul Lombard (1988-1993)                         |
| Les données manquantes sont à compléter. |                   |                                                 |               | |

### Conseillers d'arrondissement (de 1833 à 1940)
Le canton de Martigues appartenait à l'arrondissement d'Aix-en-Provence.
| Période                                  | Période          | Identité                   | Étiquette   | Qualité |
| ---------------------------------------- | ---------------- | -------------------------- | ----------- | --- |
| 1833                                     | 1839             | François Tamisier          |             | Maire de Martigues |
|                                          |                  |                            |             | |
| 1852                                     | 1867             | Jean-Jules Blondel         |             | Directeur du Plan d'Arène, salines de Martigues                                                                          |
|                                          |                  |                            |             | |
|                                          | 1871             | M. Faguet                  |             | Propriétaire à Martigues, juge de paix                                                                                   |
| 1871                                     | 1882 (démission) | Félix Baret                | Républicain | Avocat au barreau d'Aix-en-Provence, conseiller municipal de Marseille Élu conseiller général du canton de Trets en 1882 |
| 1883                                     | 1889             | César Oulonne              |             | Médecin à Marignane |
| 1889                                     | 1895             | Isidore Mistral            | Républicain | Marin-pêcheur, propriétaire à Marignane                                                                                  |
| 1895                                     | 1919             | Édouard Gaillaud           | Radical     | Courtier de commerce à Marseille                                                                                         |
| 1919                                     | 1924             | M. Pourgues                | PRS         | Maire de Port-de-Bouc |
| 1924                                     | 1936 (décès)     | Paul Remondin              | Rad.        | Ancien maire de Lambesc                                                                                                  |
| 1937                                     | 1940             | Joseph Tourrel (1903-1985) | SFIO        | Cordier à Martigues |
| 1940                                     |                  |                            |             | Les conseils d'arrondissement ont été suspendus par la loi du 12 octobre 1940 et n'ont jamais été réactivés              |
| Les données manquantes sont à compléter. |                  |                            |             | |

### Conseillers départementaux depuis 2015
| Période élective | Période élective | Mandat | Mandat   | Identité             | Nuance | Nuance | Qualité |
| ---------------- | ---------------- | ------ | -------- | -------------------- | ------ | ------ | --- |
| 2015             | 2021             | 2015   | 2021     | Gérard Frau          |        | PCF    | Attaché territorial Conseiller municipal de Martigues Conseiller de la Métropole d'Aix-Marseille-Provence          |
| 2015             | 2021             | 2015   | 2021     | Évelyne Santoru-Joly |        | PCF    | Première adjointe au maire de Port-de-Bouc, ancienne conseillère générale du canton de Martigues-Ouest             |
| 2021             | 2028             | 2021   | en cours | Gérard Frau          |        | PCF    | Conseiller sortant                                                                                                 |
| 2021             | 2028             | 2021   | en cours | Magali Giorgetti     |        | PCF    | Assistante de service social Adjointe au maire de Port-de-Bouc Suppléante du député Pierre Dharréville (2022-2024) |

### Résultats détaillés

#### Élections de mars 2015
À l'issue du 1er tour des élections départementales de 2015, deux binômes sont en ballottage : Gérard Frau et Évelyne Santoru-Joly (PCF, 43,05 %) et Emmanuel Fouquart et Nadine Laurent (FN, 33,93 %). Le taux de participation est de 53,86 % (24 825 votants sur 46 092 inscrits) contre 48,55 % au niveau départemental et 50,17 % au niveau national.
Au second tour, Gérard Frau et Évelyne Santoru-Joly (PCF) sont élus avec 58,68 % des suffrages exprimés et un taux de participation de 55,53 % (13 994 voix pour 25 594 votants et 46 092 inscrits).

#### Élections de juin 2021
Le premier tour des élections départementales de 2021 est marqué par un très faible taux de participation (33,26 % au niveau national). Dans le canton de Martigues, ce taux de participation est de 32,59 % (15 583 votants sur 47 822 inscrits) contre 32,44 % au niveau départemental. À l'issue de ce premier tour, deux binômes sont en ballottage : Gérard Frau et Magali Giorgetti (PCF, 44,55 %) et Emmanuel Fouquart et Gisèle Gonzalez (RN, 27,69 %).
Le second tour des élections est marqué une nouvelle fois par une abstention massive équivalente au premier tour. Les taux de participation sont de 34,3 % au niveau national, 35,52 % dans le département et 34,48 % dans le canton de Martigues. Gérard Frau et Magali Giorgetti (PCF) sont élus avec 62,13 % des suffrages exprimés (9 642 voix pour 16 491 votants et 47 822 inscrits),,.

## Composition

### De 1801 à 1973
Communes de Martigues, Marignane, Carry-le-Rouet, Châteauneuf-les-Martigues, Gignac-la-Nerthe, Le Rove, Saint-Victoret.
En 1973, création du canton de Marignane.

### De 1973 à 1991
Mêmes communes qu'en 1801, moins Marignane et Saint-Victoret.

### 1991 à 2014
Canton de Martigues-Est et canton de Martigues-Ouest.

### Depuis 2014
À la suite du redécoupage cantonal de 2014, le canton est rétabli et reprend sa composition initiale.
Le nouveau canton de Martigues comprend deux communes entières.
| Nom                               | Code Insee | Intercommunalité                   | Superficie (km2) | Population (dernière pop. légale) | Densité (hab./km2) | Modifier                                    |
| --------------------------------- | ---------- | ---------------------------------- | ---------------- | --------------------------------- | ------------------ | ------------------------------------------- |
| Martigues (bureau centralisateur) | 13056      | Métropole d'Aix-Marseille-Provence | 71,44            | 48 818 (2022)                     | 683                | modifier les données · modifier les données |
| Port-de-Bouc                      | 13077      | Métropole d'Aix-Marseille-Provence | 11,46            | 16 138 (2022)                     | 1 408              | modifier les données · modifier les données |
| Canton de Martigues               | 1324       |                                    | 82,90            | 64 956 (2022)                     | 784                | modifier les données                        |

## Démographie
En 2022, le canton comptait 64 956 habitants, en évolution de −0,78 % par rapport à 2016 (Bouches-du-Rhône : +2,48 %, France hors Mayotte : +2,11 %).
| 2013   | 2018   | 2022   |
| ------ | ------ | ------ |
| 65 112 | 64 989 | 64 956 |